# Darrell Henegan
Darrell Henegan (27 de junio de 1961) es un deportista canadiense que compitió en taekwondo. Ganó una medalla de bronce en los Juegos Panamericanos de 1999 en la categoría de +80 kg.

## Palmarés internacional
| Juegos Panamericanos | Juegos Panamericanos | Juegos Panamericanos | Juegos Panamericanos |
| Año                  | Lugar                | Medalla              | Categoría            |
| -------------------- | -------------------- | -------------------- | -------------------- |
| 1999                 | Winnipeg (Canadá)    | Medalla de bronce    | +80 kg               |